# Hristo Stoichkov

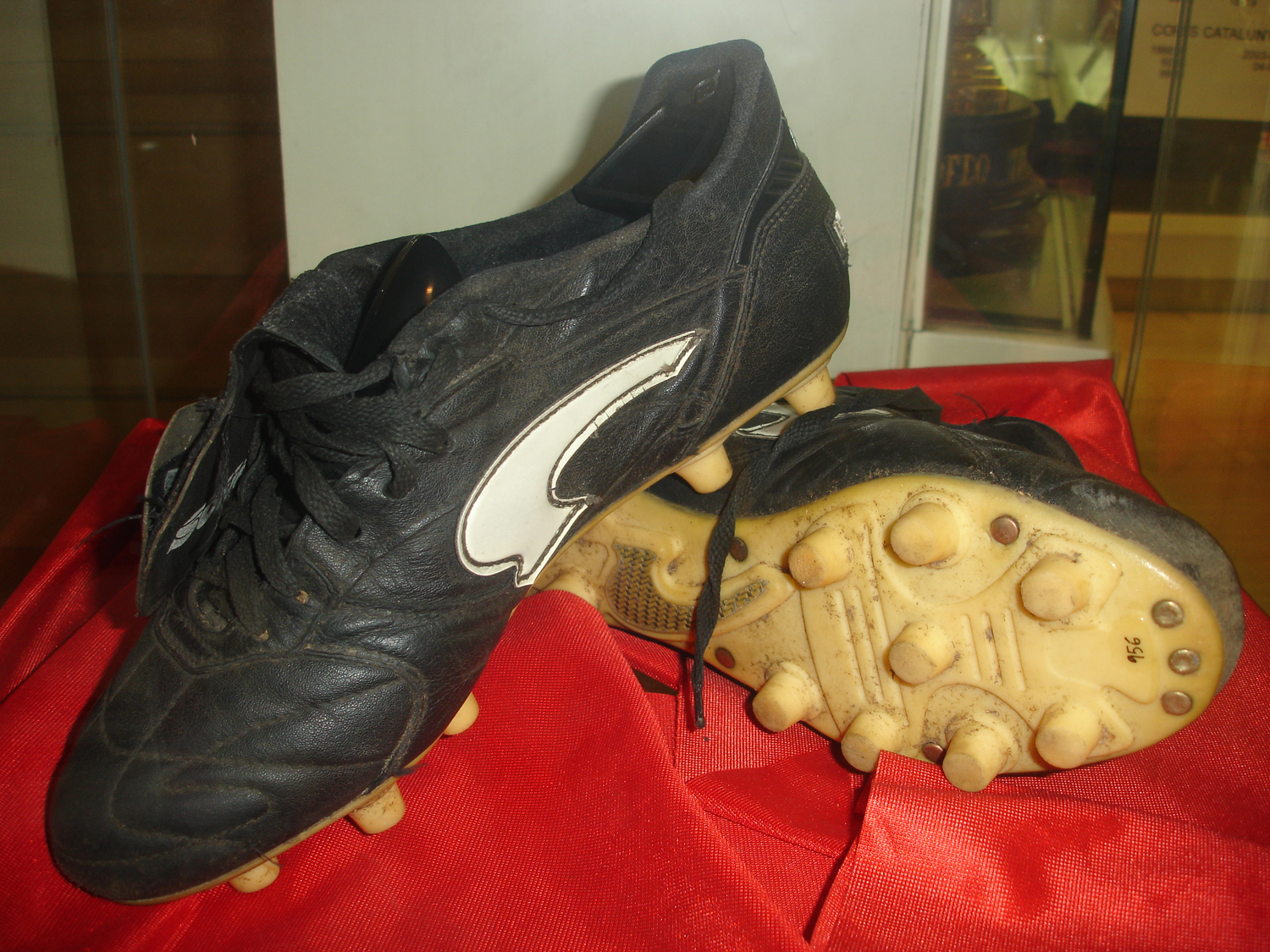
Chuteiras com as quais Stoichkov jogou no Barcelona.

Hristo Stoichkov, em búlgaro, Христо Стоичков  (Plovdiv, 8 de fevereiro de 1966), é um ex-jogador búlgaro de futebol. Atualmente, exerce a função de técnico.
Stoichkov marcou época por três elencos: o do CSKA Sófia na década de 1980 e, principalmente, o do Dream Team do Barcelona no início da década de 1990 e o da Seleção Búlgara da Copa do Mundo de 1994. Suas maiores características eram a perna esquerda desequilibradora e o comportamento desequilibrado.
Stoichkov celebrizou-se como o maior jogador do futebol búlgaro, liderando um desacreditado país a um quarto lugar na Copa de 1994, da qual foi um dos artilheiros. O maestro da Bulgária, que até disputara cinco Copas e não tinha vencido nenhum jogo, deu bastante mostras de sua forte e nada modesta personalidade: "Existe um Cristo lá em cima e outro aqui embaixo. Ambos fazem milagres", em alusão ao seu nome Hristo, a versão búlgara para Cristo. Outra versão da frase é "Existem apenas dois Cristos. Um joga no Barcelona, o outro está no paraíso".

## Carreira como jogador em clubes

### CSKA Sófia
Atacante, começou a carreira em 1981 na equipe do Maritsa Plovdiv, da segunda divisão búlgara. Sabendo dos problemas de temperamento do Stoichkov, seu pai, que trabalhava no Ministério da Defesa da Bulgária, colocou-o no CSKA Sófia. A esperança era de que ali, no time do Exército, o garoto conseguiria se controlar e amadurecer; Stoichkov tinha a pecha de craque-problema.
Com ainda 19 anos, sua carreira ficou seriamente ameaçada. Na primeira vez que disputou um título, a Copa da Bulgária de 1985, fez o gol da vitória  na final contra o arquirrival Levski Sófia. No entanto, em uma partida cheia de lances violentos dos dois times, o jogo terminou com uma briga generalizada. Stoichkov saiu a socos com o goleiro adversário, Borislav Mihaylov.
As imagens do jogo foram tão contundentes na opinião pública búlgara que o próprio Comitê Central do Partido Comunista Búlgaro se reuniu no dia seguinte  e decretou o banimento de vários jogadores, dentre eles o jovem Stoichkov. O órgão também determinou que aquela Copa da Bulgária ficaria sem campeão e que os dois times seriam extintos. O Levski virou "Sredets" e o CSKA, "Vitosha".
Uma anistia foi dada aos jogadores um ano depois. Stoichkov voltou a jogar a partir da temporada 1986/87 e conduziu o Vitosha ao título no campeonato búlgaro e na Copa da Bulgária. Novas conquistas dobradas vieram em 1989. A Copa também foi conquistada em 1988. Naquele ano, a punição aos clubes também foi atenuada e eles retomaram os antigos nomes e o CSKA, o título da Copa de 1985. Stoichkov deu-se bastante bem: além dos títulos, ele foi eleito o melhor jogador do país em 1987, 1988 e 1989.
Paralelamente, desde 1987, quando conquistou campeonato e copa búlgaros, já defendia a Seleção Búlgara.[carece de fontes?] Em 1990, ganhou novamente o campeonato búlgaro, do qual sua artilharia foi a maior do continente. Com isso, recebeu a chuteira de ouro europeia, premiação dividida com o mexicano Hugo Sánchez, da equipe espanhola do Real Madrid. O feito faria Stoichkov desembarcar justamente na Espanha, no arquirrival Barcelona.

### Barcelona
Não demorou para que seus lançamentos precisos e a perna esquerda fizessem história no clube catalão. Na primeira temporada no Barça, o time quebrou a série de cinco títulos seguidos do Real na liga espanhola, embora o reforço tenha ficado dois meses fora em nova confusão: em seu primeiro clássico contra o Real Madrid, pisou no juiz e foi suspenso, inicialmente por seis meses. Contra outro time madrilenho, o Rayo Vallecano, chegou a ser expulso após receber dois cartões amarelos em seis minutos.
Na segunda, veio o bi, com ele sendo o terceiro jogador na artilharia e, o mais importante: o primeiro título do Barcelona na Copa dos Campeões da UEFA. Stoichkov emendou com o clube outros dois campeonatos espanhóis, em 1993 e 1994. Na temporada 1993/94, viveu mágica dupla ofensiva com o Romário. Stoichkov, no início, não gostou da vinda do brasileiro, uma vez que as regras desportivas só permitiam três estrangeiros por time em campo, e o clube já tinha outros dois: o neerlandês Ronald Koeman e o dinamarquês Michael Laudrup, o que forçaria Cruijff a realizar um rodízio que não agradaria a nenhum dos quatro. Stoichkov chegou a sugerir que o quarto estrangeiro deveria ser seu compatriota Lyuboslav Penev, destaque do Valencia, mas não demorou para se tornar amigo de Romário, a ponto do "Baixinho" ter escolhido o colega para ser o padrinho do filho recém-nascido, Romarinho (o desejo, porém acabou não realizado pois a Seleção Búlgara teve de se encontrar com o presidente do país e Stoichkov não pôde ir ao Brasil).
Em 1994, o Barcelona teve a oportunidade de ser novamente campeão da Copa dos Campeões, agora rebatizada Liga dos Campeões, tendo chegado à decisão contra o Milan na posição de favorito, mas na final foi a vez dos blaugranas levarem de 0–4. Embora semanas depois Stoichkov fizesse uma estupenda Copa do Mundo de 1994 pela Bulgária, aquela derrota marcou o fim do chamado Dream Team e o início de uma decadência para Stoichkov. Foi o tempo também em que a amizade entre ele e Romário desmoronou, com o brasileiro insatisfeito com as intromissões de todos em sua agitada vida extracampo. Ainda assim, ambos tiveram uma última exibição de gala no Camp Nou na temporada pós-Copa, a de 1994/95, em que inspiraram um 4–0 sobre o Manchester United.
Naquela temporada, o Barcelona perderia Romário, não conseguiria títulos e veria o Real ser novamente campeão. Em meio à campanha, o temperamental búlgaro - que não mudara de hábitos na Espanha, discutindo costumamente com jogadores, imprensa e árbitros, além de receber inúmeros cartões amarelos por reclamação e três suspensões superiores a um mês   - bateu de frente com o igualmente temperamental técnico do clube, o neerlandês Johan Cruijff. "É Cruijff ou eu", retrucou o búlgaro em uma rádio espanhola em 1995. Cruijff, que já dispensara Gary Lineker, Michael Laudrup e Romário, não titubeou em fazê-lo sair.

### Decadência
Stoichkov então acertou com a emergente equipe italiana do Parma, iniciando um rodízio por diversos clubes. Ficou apenas uma temporada no Parma, retornando ao Barcelona em 1996, após a queda de Cruijff. Já não era mais o mesmo, porém: as referências ofensivas ficaram centralizadas em Ronaldo na temporada 1996/97 e em Rivaldo na de 1997/98.
Deixaria de vez o Barça ainda em 1998, ano em que esteve em outras três equipes: o CSKA, o Al-Nassr e o Kashiwa Reysol. Não deixou tantas marcas em seu retorno à Bulgária. No Al-Nassr, mesmo ficando pouco tempo, faturou a Supercopa da Ásia e a Copa dos Vencedores da Copa Asiática, esta com um gol dele na decisão. No clube japonês do Kashiwa, uma Copa Nabisco.
Em 1999, decidiu encerrar momentaneamente a carreira para ser assistente técnico da Seleção Búlgara. Logo voltou atrás, seduzido pelos dólares da Major League Soccer. Nos Estados Unidos, jogaria dois anos no Chicago Fire e outros dois no DC United, até abandonar de vez os gramados em 2004.

## Seleção Búlgara
Stoichkov tinha potencial para estrear pela Seleção Búlgara a tempo de ser incluído entre os jogadores do país que foram para a Copa do Mundo de 1986, mas a suspensão em virtude da briga generalizada em que se meteu na final da Copa da Bulgária de 1985 lhe atrapalhou. A estreia viria apenas em 1987, quando ele recuperou sua imagem ao conquistar o campeonato e a Copa da Bulgária com o então Vitosha Sófia.
O jogo foi válido pelas eliminatórias para a Eurocopa 1988 e por pouco os búlgaros não se classificaram: perderam, por um ponto, a vaga para a Irlanda, após perderem em casa para a Escócia na última partida. A boa campanha não se repetiu nas eliminatórias para a Copa do Mundo de 1990: a Bulgária amargou o último lugar de seu grupo. Nas da Eurocopa 1992, o time ficou em penúltimo, mas dois pontos atrás do primeiro e único classificado do grupo, a  Escócia.
Nas da Copa do Mundo de 1994, a situação finalmente seria diferente, e de forma emocionante: os búlgaros fariam um confronto direto pela vaga contra a favoritíssima França de Éric Cantona e Jean-Pierre Papin, em Paris. Em pleno Parc des Princes, deu Bulgária 2–1, de virada, com o segundo gol marcado no último minuto.
Stoichkov chegou aos EUA já consagrado mundialmente pelos títulos no Barcelona, mas não era o único destaque individual do elenco, o mais célebre da Seleção Búlgara: ele reunia outros dois jogadores suspensos daquela decisão de 1985, Nasko Sirakov e Borislav Mihaylov, além dos eficientes Krasimir Balakov, Emil Kostadinov, Ivaylo Yordanov e Yordan Lechkov, dentre outros. Stoichkov os liderou com maestria.
Na primeira fase, conduziu a Bulgária às suas duas primeiras vitórias em Copas, marcando três vezes: duas nos 4–0 contra a Grécia e outro em 2–0 sobre a Argentina. Marcou outros três gols em cada mata-mata: no empate em 1–1 contra o México, nas oitavas-de-final; na surpreendente vitória por 2–1 que eliminou a campeã Alemanha, com ele marcando o primeiro gol de falta a quinze minutos do fim e dando o passe para que Lechkov fizesse o segundo três minutos depois; e, de pênalti, na semifinal contra a Itália, diminuindo a contagem em 1–2 no final do primeiro tempo.
A Bulgária não conseguiu empatar mas, sob aplausos, disputou o terceiro lugar contra a Suécia. Perdeu de 0–4. Stoichkov deixou a competição como um dos artilheiros, ao lado do russo Oleg Salenko, e receberia ao final daquele ano a Bola de Ouro da France Football como melhor jogador europeu.
Stoichkov também saiu-se bem na Eurocopa 1996, a primeira disputada pela Bulgária. Marcou duas vezes, contra a Espanha e França, mas não evitou a precoce eliminação búlgara na primeira fase, por um ponto. No ano seguinte, a Bulgária fez bela campanha nas eliminatórias para a Copa do Mundo de 1998, liderando seu grupo e deixando a Rússia para trás. No mundial, porém, o país, com o envelhecido elenco de 1994, fez feio e terminou em último no grupo, sofrendo ainda a pior goleada da competição, um 1–6 para a Espanha. Na Copa, Stoichkov, com seus 32 anos, não lembrou nem a sombra do craque do mundial anterior.
Seu último jogo pela Bulgária ocorreu no ano seguinte, válido pelas eliminatórias da Eurocopa 2000. O país acabou não se classificando para o torneio. Em 2004, mesmo ano de sua aposentadoria definitiva, foi eleito com toda a justiça o melhor jogador búlgaro dos cinquenta anos da UEFA, nos prêmios do jubileu da entidade.

## Carreira como treinador
Em 2004, mal havia aposentado-se dos gramados no DC United e logo foi chamado para treinar a Bulgária, após a Eurocopa 2004. Todavia, não conseguiu a classificação para a Copa do Mundo de 2006. Ainda seguia treinando a Seleção em 2007, fazendo um bom papel nas eliminatórias da Eurocopa 2008 - o país terminaria em terceiro, apenas um ponto atrás do segundo colocado e classificado do grupo, os Países Baixos -, quando decidiu aceitar convite para retornar à Espanha, agora como técnico do Celta de Vigo.
O clube galego encontrava-se ameaçado de rebaixamento e, com Stoichkov no comando, ensaiou uma reação, mas perdeu ímpeto na reta final e acabou caindo.

Stoichkov continuou treinando o Celta na Segunda Divisão Espanhola, mas, alegando que a família estava com saudades da Bulgária, pediu para deixar o clube. Após dois anos sem vínculo com nenhuma equipe, acertou com o time sul-africano do Mamelodi Sundowns. No time africano ficou apenas uma temporada. Em 2011 assinou com Litex Lovech, no qual ficou até 2013. Ainda em 2013 assinou com o CSKA Sófia, mas ficou apenas um mês no clube devido a brigas internas. Atualmente está sem clube.

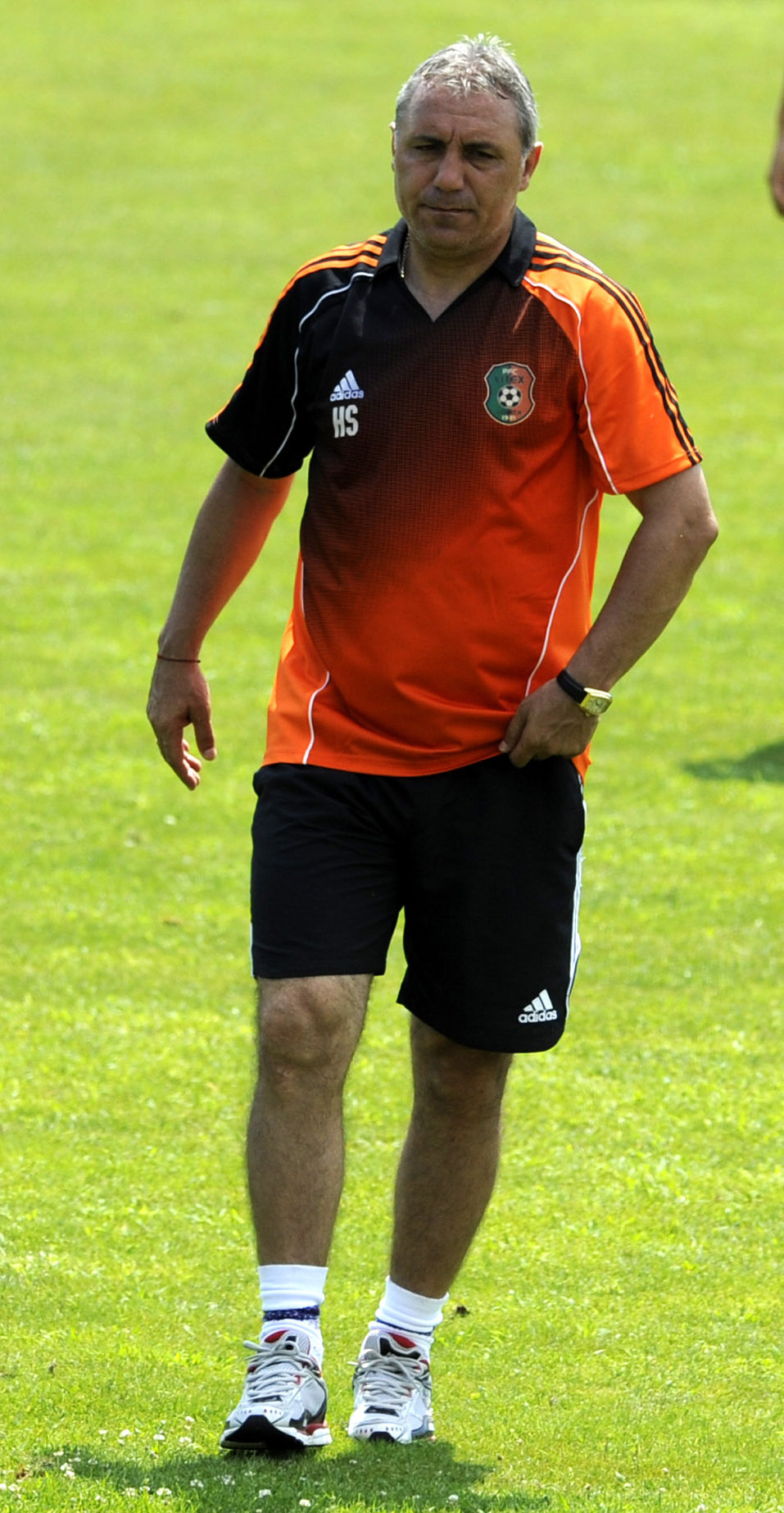
Hristo Stoichkov em 2012.

## Títulos
CSKA Sófia
- Campeonato Búlgaro: 1986–87, 1988–89, 1989–90
- Copa da Bulgária: 1984–85, 1986–87, 1987–88, 1988–89
- Copa do Exército Soviético: 1984–85, 1985–86, 1988–89, 1989–90
- Supercopa da Bulgária: 1989

Barcelona
- Liga dos Campeões da UEFA: 1991–92
- Taça dos Clubes Vencedores de Taças: 1996–97
- La Liga: 1990–91, 1991–92, 1992–93, 1993–94, 1997–98
- Copa del Rey: 1996–97
- Supercopa da Espanha: 1992, 1994, 1996
- Supercopa da UEFA: 1992, 1997

Al Nassr
- Copa Asiática dos Campeões de Copa: 1997–98
- Supercopa Asiática: 1998

Chicago Fire
- U.S. Open Cup: 2000

### Prêmios individuais
- Ballon d'Or: 1994
- Futebolista Búlgaro do Ano: 1989, 1990, 1991, 1992, 1994
- Chuteira de Ouro da UEFA: 1989–90
- Onze d'Or: 1992
- Melhor Jogador do Mundo pela FIFA – 2.º lugar: 1992, 1994
- Chuteira de Ouro da Copa do Mundo FIFA: 1994
- Bola de Bronze da Copa do Mundo FIFA: 1994
- Seleção Da Copa do Mundo FIFA: 1994
- Onze d'Argent: 1994
- Maior Artilheiro Internacional do Mundo pela IFFHS: 1994 (17 gols)
- Atleta Búlgaro do Ano: 1994
- Seleção da Eurocopa: 1996
- Prêmio do Jubileu da UEFA: 2004
- FIFA 100: 2004

### Artilharias
- Campeonato Búlgaro de 1988–89 (23 gols)
- Taça dos Clubes Vencedores de Taças de 1988–89 (7 gols)
- Campeonato Búlgaro de 1989–90 (38 gols)
- Copa do Mundo FIFA de 1994 (6 gols)